# 天鹅骑士
天鹅骑士是一个中世纪故事，关于一个神秘救助者乘著一艘由天鹅拉著的船，保护一名少女。救助者唯一的要求是，自己的姓名永远不能被问起。